# PokerStars Championship
Le PokerStars Championship est une série de tournois de poker organisée à travers le monde.
Le PokerStars Championship est sponsorisé par PokerStars.
Sa création est annoncée par PokerStars le 24 août 2016, en même temps que celle du PokerStars Festival, pour remplacer, à compter de début 2017, toutes les séries de tournois organisées auparavant, notamment l'European Poker Tour, l'Asia Pacific Poker Tour et le Latin American Poker Tour,.
Le 15 décembre 2017, lors de la dernière étape de la saison inaugurale, à Prague, PokerStars annonce le retour de l'European Poker Tour, de l'Asia Pacific Poker Tour et du Latin American Poker Tour, mettant fin au PokerStars Championship,.

## Vainqueurs du Main Event

### Saison 1
| Étape       | Vainqueur            |
| ----------- | -------------------- |
| Bahamas     | Christian Harder     |
| Panama      | Kenneth Smaron       |
| Macao       | Elliot Smith         |
| Monte-Carlo | Raffaelle Sorrentino |
| Sotchi      | Pavel Shirshikov     |
| Barcelone   | Sebastian Sorensson  |
| Prague      | Kalidou Sow          |

## Vainqueurs du High Roller

### Saison 1
| Étape       | Vainqueur        |
| ----------- | ---------------- |
| Bahamas     | Luc Greenwood    |
| Panama      | Steve O'Dwyer    |
| Macao       | Sosia Jiang      |
| Monte-Carlo | Julian Stuer     |
| Sotchi      | Maksim Pisarenko |
| Barcelone   | Ronny Kaiser     |
| Prague      | Danny Tang       |

## Vainqueurs du Super High Roller

### Saison 1
| Étape       | Vainqueur     |
| ----------- | ------------- |
| Bahamas     | Jason Koon    |
| Panama      | Ben Tollerene |
| Macao       | Steve O'Dwyer |
| Monte-Carlo | Bryn Kenney   |
| Sotchi      | non disputé   |
| Barcelone   | Igor Kurganov |
| Prague      | Timothy Adams |

## Participants en table finale et vainqueurs par pays
| Pays       | Participants en TF | Vainqueurs |
| ---------- | ------------------ | ---------- |
| Allemagne  | 3                  | 0          |
| Angleterre | 3                  | 0          |
| Australie  | 1                  | 0          |
| Belgique   | 1                  | 0          |
| Brésil     | 1                  | 0          |
| Bulgarie   | 1                  | 0          |
| Canada     | 5                  | 1          |
| Chine      | 3                  | 0          |
| États-Unis | 6                  | 2          |
| France     | 2                  | 1          |
| Iran       | 1                  | 0          |
| Italie     | 3                  | 1          |
| Kazakhstan | 1                  | 0          |
| Liban      | 1                  | 0          |
| Norvège    | 1                  | 0          |
| Tchéquie   | 1                  | 0          |
| Russie     | 8                  | 1          |
| Suède      | 1                  | 1          |
| Suisse     | 1                  | 0          |
| Taïwan     | 1                  | 0          |
| Uruguay    | 1                  | 0          |

| Pays       | Participants en TF | Vainqueurs |
| ---------- | ------------------ | ---------- |
| Allemagne  | 4                  | 1          |
| Angleterre | 3                  | 0          |
| Argentine  | 2                  | 0          |
| Autriche   | 2                  | 0          |
| Brésil     | 1                  | 0          |
| Canada     | 7                  | 1          |
| Chine      | 1                  | 0          |
| Espagne    | 3                  | 0          |
| États-Unis | 9                  | 1          |
| Finlande   | 1                  | 0          |
| France     | 2                  | 0          |
| Grèce      | 1                  | 0          |
| Hong Kong  | 3                  | 2          |
| Inde       | 1                  | 0          |
| Indonésie  | 1                  | 0          |
| Italie     | 2                  | 0          |
| Norvège    | 1                  | 0          |
| Pologne    | 1                  | 0          |
| Russie     | 4                  | 1          |
| Suisse     | 1                  | 1          |
| Turquie    | 1                  | 0          |

| Pays        | Participants en TF | Vainqueurs |
| ----------- | ------------------ | ---------- |
| Allemagne   | 7                  | 0          |
| Angleterre  | 1                  | 0          |
| Argentine   | 1                  | 0          |
| Australie   | 1                  | 0          |
| Biélorussie | 1                  | 0          |
| Canada      | 9                  | 1          |
| Chine       | 3                  | 0          |
| Espagne     | 1                  | 0          |
| États-Unis  | 11                 | 4          |
| Hong Kong   | 1                  | 0          |
| Irlande     | 1                  | 0          |
| Pologne     | 1                  | 0          |
| Russie      | 2                  | 1          |
| Tchéquie    | 1                  | 0          |
| Taïwan      | 1                  | 0          |
| Turquie     | 2                  | 0          |